# Kunitachi
Kunitachi (国立市, Kunitachi-shi) est une ville de la métropole de Tokyo, au Japon.

## Géographie

### Situation
Kunitachi est située dans le centre de la métropole de Tokyo, à l'ouest du centre de Tokyo.

### Municipalités limitrophes
| Tachikawa | Kokubunji | Kokubunji |
| Tachikawa | Kunitachi | Fuchū     |
| Hino      | Fuchū     | Fuchū     |

### Démographie
Au 1er mars 2025, la population de la ville de Kunitachi était de 75 971 habitants répartis sur une superficie de 8,15 km2.

### Hydrographie
La ville est bordée par le fleuve Tama au sud-ouest.

## Histoire
Kunitachi se situe sur le Kōshū Kaidō, une ancienne route qui reliait Edo à la province de Kai. Les villages d'Ishida, Aoyagi et Yabo furent créés au sein du district de Tama dans la préfecture de Kanagawa à la suite de la mise en place du système de municipalités modernes, le 1er avril 1889. Le district est transféré à la préfecture de Tokyo en 1893. Les trois villages fusionnèrent pour former le bourg de Kunitachi en 1951.
Ce dernier est élévé au statut de ville 1er janvier 1967. 

## Culture locale et patrimoine
Le sanctuaire shinto de Yabo Tenman-gū, établi en 903, se trouve à Kunitachi.

## Education
Kunitachi est une ville universitaire, comprenant notamment l'université Hitotsubashi.

## Transports
Kunitachi est desservie par les lignes Chūō et Nambu de la JR East. La gare de Kunitachi est la principale gare de la ville.